# Општина Извоареле (Тулћа)
Извоареле (рум. Izvoarele) општина је у Румунији у округу Тулћа.
Oпштина се налази на надморској висини од 70 m.